# Umaglesi Liga 2000-2001
L'Umaglesi Liga 2000-2001 è stata la dodicesima edizione della massima serie del campionato georgiano di calcio. La stagione è iniziata il 19 agosto 2000 e si è conclusa il 23 maggio 2001. La T'orp'edo Kutaisi ha vinto il campionato per la seconda edizione consecutiva.

## Stagione

### Novità
Dalla Umaglesi Liga 1999-2000 sono stati retrocessi il Samgurali Ts'q'alt'ubo, il Tbilisi, l'Arsenali Tbilisi e il K'olkheti Khobi, mentre dalla Pirveli Liga non ci sono state promozioni, così che il numero di squadre partecipanti al campionato è stato ridotto a dodici.

### Formula
Il campionato constava di una doppia fase. Nella prima fase le 12 squadre partecipanti si sono affrontate in un girone all'italiana con partite di andata e ritorno, per un totale di 22 giornate. Le prime sei classificate sono state ammesse alla seconda fase per decretare la squadra campione, mentre le restanti sei squadre sono state ammesse alla seconda fase per decretare le retrocessioni.

Nella seconda fase in entrambi i gruppi le squadre si sono affrontate in un girone all'italiana con partite di andata e ritorno, per un totale di 10 giornate. Alla seconda fase ciascuna squadra accedeva con la metà dei punti conquistati nel corso della prima fase. Nel gruppo per il titolo la squadra prima classificata è stata dichiarata campione di Georgia ed ammessa al primo turno preliminare della UEFA Champions League 2001-2002. La seconda classificata veniva ammessa al turno preliminare della Coppa UEFA 2001-2002 assieme alla squadra vincitrice della coppa nazionale. La terza classificata veniva ammessa alla Coppa Intertoto 2001. Nel gruppo per la salvezza le ultime due classificate sono state retrocesse in Pirveli Liga, mentre terzultima classificata accedeva allo spareggio promozione/retrocessione con la terza classificata in Pirveli Liga per un posto in massima serie.

## Prima fase

### Squadre partecipanti
| Club                 | Città     | Stagione 1999-2000         |
| -------------------- | --------- | -------------------------- |
| Dila Gori            | Gori      | 8º posto in Umaglesi Liga  |
| Dinamo Batumi        | Batumi    | 4º posto in Umaglesi Liga  |
| Dinamo Tbilisi       | Tbilisi   | 3º posto in Umaglesi Liga  |
| Gorda Rustavi        | Rustavi   | 12º posto in Umaglesi Liga |
| Iberia Samt'redia    | Samtredia | 7º posto in Umaglesi Liga  |
| K'olkheti-1913 Poti  | Poti      | 5º posto in Umaglesi Liga  |
| Lok’omot’ivi Tbilisi | Tbilisi   | 10º posto in Umaglesi Liga |
| Merani-91 Tbilisi    | Tbilisi   | 9º posto in Umaglesi Liga  |
| Sioni Bolnisi        | Bolnisi   | 6º posto in Umaglesi Liga  |
| STU Tbilisi          | Tbilisi   | 11º posto in Umaglesi Liga |
| T'orp'edo Kutaisi    | Kutaisi   | Campione di Georgia        |
| WIT Georgia          | Tbilisi   | 2º posto in Umaglesi Liga  |

### Classifica finale
|  | Pos. | Squadra              | Pt | G  | V  | N | P  | GF | GS | DR  |
|  | ---- | -------------------- | -- | -- | -- | - | -- | -- | -- | --- |
|  | 1.   | Lok’omot’ivi Tbilisi | 56 | 22 | 18 | 2 | 2  | 41 | 7  | +34 |
|  | 2.   | Dinamo Tbilisi       | 48 | 22 | 15 | 3 | 4  | 52 | 20 | +32 |
|  | 3.   | T'orp'edo Kutaisi    | 48 | 22 | 14 | 6 | 2  | 33 | 7  | +26 |
|  | 4.   | WIT Georgia          | 38 | 22 | 10 | 8 | 4  | 29 | 15 | +14 |
|  | 5.   | Merani-91 Tbilisi    | 32 | 22 | 8  | 8 | 6  | 22 | 21 | +1  |
|  | 6.   | K'olkheti-1913 Poti  | 31 | 22 | 8  | 7 | 7  | 22 | 18 | +4  |
|  | 7.   | Dinamo Batumi        | 28 | 22 | 8  | 4 | 10 | 34 | 29 | +5  |
|  | 8.   | Sioni Bolnisi        | 26 | 22 | 7  | 5 | 10 | 17 | 28 | -11 |
|  | 9.   | STU Tbilisi          | 19 | 22 | 5  | 4 | 13 | 19 | 37 | -18 |
|  | 10.  | Dila Gori            | 18 | 22 | 5  | 3 | 14 | 14 | 44 | -30 |
|  | 11.  | Gorda Rustavi        | 18 | 22 | 3  | 9 | 10 | 16 | 29 | -13 |
|  | 12.  | Iberia Samt'redia    | 3  | 22 | 0  | 3 | 19 | 3  | 47 | -44 |

Legenda:
      Qualificate alla fase per il titolo.
      Qualificate alla fase per la retrocessione.
Note:
Tre punti a vittoria, uno a pareggio, zero a sconfitta.

### Risultati
|                    | Lok  | DiT  | Tor  | WIT  | Mer  | Kol  | DiB  | Sio  | STU  | Dil  | Gor  | Ibe  |
| ------------------ | ---- | ---- | ---- | ---- | ---- | ---- | ---- | ---- | ---- | ---- | ---- | ---- |
| Lokomotivi Tbilisi | –––– | 3-0  | 0-1  | 2-0  | 2-0  | 2-1  | 1-0  | 1-0  | 2-0  | 5-0  | 6-0  | 3-1  |
| Dinamo Tbilisi     | 0-1  | –––– | 0-3  | 4-0  | 4-0  | 3-2  | 2-0  | 9-0  | 4-1  | 2-0  | 2-0  | 3-0  |
| Torpedo Kutaisi    | 0-0  | 0-1  | –––– | 1-1  | 2-1  | 2-1  | 2-0  | 1-0  | 2-0  | 5-0  | 2-0  | 2-0  |
| WIT Georgia        | 1-0  | 1-0  | 0-0  | –––– | 1-0  | 0-1  | 1-0  | 0-1  | 2-0  | 3-0  | 0-0  | 4-0  |
| Merani-91 Tbilisi  | 0-1  | 2-2  | 0-0  | 2-2  | –––– | 1-0  | 1-1  | 0-0  | 1-0  | 0-0  | 2-0  | 3-1  |
| Kolkheti-1913 Poti | 0-0  | 0-0  | 1-0  | 1-1  | 0-0  | –––– | 1-0  | 1-0  | 2-4  | 1-0  | 0-0  | 2-0  |
| Dinamo Batumi      | 1-2  | 3-4  | 0-3  | 1-1  | 1-2  | 2-2  | –––– | 2-1  | 3-1  | 3-0  | 1-0  | 3-0  |
| Sioni Bolnisi      | 1-2  | 1-2  | 1-1  | 1-1  | 0-1  | 0-4  | 1-1  | –––– | 0-1  | 2-0  | 2-0  | 1-0  |
| STU Tbilisi        | 1-5  | 0-1  | 0-1  | 1-4  | 0-1  | 0-0  | 1-2  | 0-0  | –––– | 3-1  | 2-1  | 1-0  |
| Dila Gori          | 0-1  | 2-2  | 0-1  | 0-3  | 2-1  | 1-0  | 0-4  | 0-1  | 4-2  | –––– | 2-2  | 1-0  |
| Gorda Rustavi      | 0-1  | 1-2  | 1-1  | 0-0  | 2-2  | 1-0  | 3-1  | 1-2  | 1-1  | 3-0  | –––– | 0-0  |
| Iberia Samt'redia  | 0-1  | 0-5  | 0-3  | 0-3  | 0-2  | 1-2  | 0-5  | 0-2  | 0-0  | 0-1  | 0-0  | –––– |

## Seconda fase

### Gruppo per il titolo

#### Classifica finale
|  | Pos. | Squadra                | Pt | G  | V | N | P | GF | GS | DR  |
|  | ---- | ---------------------- | -- | -- | - | - | - | -- | -- | --- |
|  | 1.   | T'orp'edo Kutaisi      | 44 | 10 | 6 | 2 | 2 | 15 | 7  | +8  |
|  | 2.   | Lok’omot’ivi Tbilisi   | 41 | 10 | 3 | 4 | 3 | 8  | 9  | -1  |
|  | 3.   | Dinamo Tbilisi         | 38 | 10 | 3 | 5 | 2 | 13 | 9  | +4  |
|  | 4.   | WIT Georgia            | 35 | 10 | 4 | 4 | 2 | 14 | 9  | +5  |
|  | 5.   | K'olkheti-1913 Poti    | 24 | 10 | 2 | 2 | 6 | 10 | 19 | -9  |
|  | 6.   | Merani-91 Tbilisi (-3) | 19 | 10 | 1 | 3 | 6 | 2  | 15 | -13 |

Legenda:
      Campione di Georgia e ammessa alla UEFA Champions League 2001-2002
      Ammesse alla Coppa UEFA 2001-2002
      Ammessa alla Coppa Intertoto 2001
Note:
Tre punti a vittoria, uno a pareggio, zero a sconfitta.
Il Merani-91 Tbilisi sconta 1 punto di penalizzazione.
Punti di bonus:
Lokomotivi Tbilisi 28 pti
Torpedo Kutaisi 24 pti
Dinamo Tbilisi 24 pti
WIT Georgia 19 pti
Merani-91 Tbilisi 16 pti
K'olkheti-1913 Poti 16 pti

#### Risultati
|                     | Tor  | Lok  | DiT  | WIT  | KoP   | Mer  |
| ------------------- | ---- | ---- | ---- | ---- | ----- | ---- |
| Torpedo Kutaisi     | –––– | 2-0  | 1-0  | 1-1  | 5-1   | 3-0  |
| Lokomotivi Tbilisi  | 1-0  | –––– | 2-2  | 2-0  | 2-2   | 0-0  |
| Dinamo Tbilisi      | 1-1  | 0-1  | –––– | 2-2  | 2-1   | 4-0  |
| WIT Georgia         | 3-0  | 0-0  | 0-0  | –––– | 3-1   | 1-0  |
| K'olkheti-1913 Poti | 0-1  | 2-0  | 1-2  | 2-1  | ––––  | 0-0  |
| Merani-91 Tbilisi   | 0-1  | 1-0  | 0-0  | 1-3  | [ 3 ] | –––– |

### Gruppo per la retrocessione

#### Classifica finale
|  | Pos. | Squadra            | Pt | G  | V | N | P | GF | GS | DR  |
|  | ---- | ------------------ | -- | -- | - | - | - | -- | -- | --- |
|  | 7.   | Dinamo Batumi      | 32 | 10 | 5 | 3 | 2 | 13 | 7  | +6  |
|  | 8.   | Sioni Bolnisi (-3) | 27 | 10 | 5 | 2 | 3 | 14 | 12 | +2  |
|  | 9.   | Gorda Rustavi      | 26 | 10 | 5 | 2 | 3 | 16 | 13 | +3  |
|  | 10.  | Dila Gori          | 25 | 10 | 5 | 1 | 4 | 19 | 11 | +8  |
|  | 11.  | STU Tbilisi        | 23 | 10 | 4 | 1 | 5 | 11 | 17 | -6  |
|  | 12.  | Iberia Samt'redia  | 3  | 10 | 0 | 1 | 9 | 7  | 26 | -19 |

Legenda:
 Ammessa agli spareggi promozione/retrocessione
      Retrocesse in Pirveli Liga 2001-2002
Note:
Tre punti a vittoria, uno a pareggio, zero a sconfitta.
Il Sioni Bolnisi sconta 1 punto di penalizzazione.
Punti di bonus:
Dinamo Batumi 14 pti
Sioni Bolnisi 13 pti
STU Tbilisi 9 pti
Dila Gori 8 pti
Gorda Rustavi 8 pti
Iberia Samtredia 2 pti

#### Risultati
|                   | DiB  | Sio   | Gor  | Dil  | STU  | Ibe  |
| ----------------- | ---- | ----- | ---- | ---- | ---- | ---- |
| Dinamo Batumi     | –––– | 3-0   | 0-1  | 1-0  | 2-0  | 2-1  |
| Sioni Bolnisi     | 1-1  | ––––  | 3-0  | 1-0  | 2-0  | 1-0  |
| Gorda Rustavi     | 1-1  | [ 3 ] | –––– | 3-2  | 4-0  | 2-1  |
| Dila Gori         | 0-0  | 2-1   | 2-1  | –––– | 4-0  | 7-1  |
| STU Tbilisi       | 3-0  | 1-3   | 1-1  | 2-0  | –––– | 2-0  |
| Iberia Samt'redia | 0-3  | 2-2   | 0-3  | 1-2  | 1-2  | –––– |

## Spareggio promozione/retrocessione
Allo spareggio sono state ammesse il Dila Gori, decimo classificato in Umaglesi Liga, e il Samgurali Ts'q'alt'ubo, terzo classificato in Pirveli Liga. La vincente è stata ammessa alla Umaglesi Liga 2001-2002.
|           | Risultati |                        | Luogo e data      |
| --------- | --------- | ---------------------- | ----------------- |
| Dila Gori | 0 - 2     | Samgurali Ts'q'alt'ubo | ?, 27 maggio 2001 |
|           |           |                        |                   |